# Julie Rickard
Julie Rickard –nacida como Julie Charles– es una deportista británica que compitió en bádminton para Inglaterra. Ganó una medalla de plata en el Campeonato Europeo de Bádminton de 1972 en la prueba de dobles.

## Palmarés internacional
| Representando a Inglaterra |                     |                  |        |
| Campeonato Europeo         |                     |                  |        |
| Año                        | Lugar               | Medalla          | Prueba |
| 1972                       | Karlskrona (Suecia) | Medalla de plata | Dobles |